# Abdülkerim Öcal
Abdülkerim Öcal (Genk, 24 augustus 1987) is een Turks-Belgisch voetballer. De verdediger is momenteel club loos en werkt terug aan zijn comeback na aanhoudende knieblessure bij zijn jeugdploeg Patro Eisden.
Öcal maakte zijn debuut in het betaalde voetbal op 15 februari 2008 tegen FC Omniworld. Op 8 januari 2010 werd bekend dat hij samen met Taner Taktak ploegmaat van Fortuna Sittard en jeugdvriend naar Hacettepe SK vertrekt.
Abdülkerim is het jongere broertje van gewezen voetballer Ahmet Öcal.

## Carrière
| Seizoen | Club                | Wedstrijden | Doelpunten | Competitie     |
| ------- | ------------------- | ----------- | ---------- | -------------- |
| 2007/08 | Fortuna Sittard     | 4           | 0          | Eerste Divisie |
| 2008/09 | Fortuna Sittard     | 16          | 0          | Eerste Divisie |
| 2009/10 | Fortuna Sittard     | 16          | 0          | Eerste Divisie |
| 2009/10 | Hacettepe SK        | 4           | 1          | 1.Lig          |
| 2010/11 | Hacettepe SK        | 15          | 0          | 2.Lig Beyaz    |
| 2011/12 | Çamlıdere Sekerspor | 8           | 0          | 2.Lig Kırmızı  |
| 2011/12 | Gaziosmanpaşaspor   | 11          | 0          | 2.Lig Beyaz    |
| Totaal  |                     | 74          | 1          |                |